# 拉索沃塔 (热尔省)
拉索沃塔（法語：La Sauvetat，法語發音：[la sovta]）是法国热尔省的一个市镇，位于该省北部偏东，属于孔东区和热尔洛马涅公共社区。

## 地理
拉索沃塔（43°51'13"N, 0°31'32"E）面积27.71 平方千米，位于法国奧克西塔尼大區热尔省，该省份为法国西南部内陆省份，北起顺时针与洛特-加龙省、塔恩-加龙省、上加龙省、上比利牛斯省、大西洋比利牛斯省和朗德省接壤。
与拉索沃塔接壤的市镇（或旧市镇、城区）包括：拉莫特戈阿、拉罗克圣塞尔南、马斯多维尼翁、雷若蒙、圣皮伊、圣拉德贡德。
拉索沃塔的时区为UTC+01:00、UTC+02:00（夏令时）。

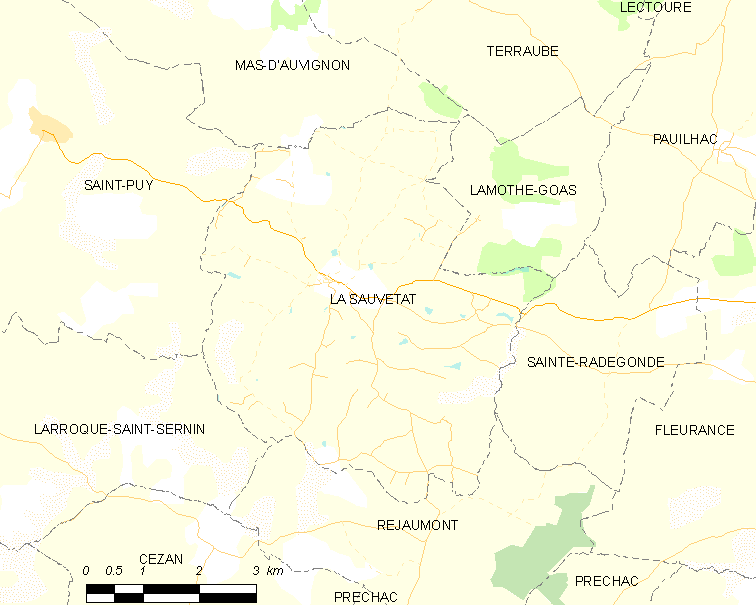
拉索沃塔的OSM定位图

## 行政
拉索沃塔的邮政编码为32500，INSEE市镇编码为32417。

## 政治
拉索沃塔所属的省级选区为弗勒朗斯-洛马涅县。

## 交通
热尔省省道D148线、D215线和D654线在拉索沃塔交汇。

## 人口

1962-2008年间拉索沃塔人口变化图示

拉索沃塔于2022年1月1日时的人口数量为418人。